# Babugarh
Babugarh (hindi बाबूगढ़) – miasto w północnych Indiach w stanie Uttar Pradesh, na Nizinie Hindustańskiej.
Populacja miasta w 2001 roku wynosiła 5938 mieszkańców.